# 천정대
천정대(天政臺)는 대한민국 충청남도 부여군 규암면 호암리에 있는 백제 때에 재상을 선출하던 곳이다. 1984년 7월 26일 충청남도의 기념물 제49호로 지정되었다.

## 개요
백제 때에 재상을 선출하던 곳이다.
고대에서부터 신성시 해온 성스러운 곳으로, 부소산 취령봉 꼭대기의 범바위(호암)라 부르는 넓적한 암반, 근처 절벽 아래에 있는 임금바위, 신하바위라 부르는 바위가 솟아 있는 이 일대를 천정대라 칭하고 있다.
삼국유사에 따르면 천정대를 ‘정사암(政事岩)’이라 불렀는데, 이는 나라에서 재상을 뽑을 때, 3∼4명의 후보 이름을 적어 상자 안에 넣어두고 며칠 후 열어보아 이름 위에 도장이 찍힌 사람을 재상으로 삼았기 때문이라고 한다. 또한 임금바위, 신하바위 위에서는 임금과 신하가 각각 하늘에 제를 올리고 기원했다는 전설도 같이 전하고 있다.
하늘을 받들고 섬기던 부족사회로의 풍습이 백제 때에도 여전히 남아 재상임명 등 나라의 중대사를 결정하는 일에 커다란 영향을 주었음을 보여주는 중요한 유적지이다.

## 참고 자료
- 천정대 - 국가유산청 국가유산포털